# 小沼駅
小沼駅（こぬまえき）は、かつて樺太豊栄郡豊北村に存在した鉄道省樺太東線の駅である。川上線と豊真線との接続駅（ジャンクション）であり、豊原駅 - 当駅間は樺太で最も運転本数が多い区間であった。
現状に関しては、サハリン州の項目を参照。

## 歴史
- 1911年（明治44年）
  - 7月20日 - 樺太庁鉄道東海岸線豊原駅 - 当駅間(8.7km)開業により設置。
  - 9月10日 - 当駅 - 富岡駅間(8.9km)延伸開業。
- 1914年（大正3年）4月10日 - 川上線当駅 - 奥川上駅間(13.1km)が開業。接続駅となる。
- 1925年（大正14年）8月11日 - 樺太行啓に際し、皇太子裕仁親王（当時摂政、のちの昭和天皇）一行が乗降
- 1943年（昭和18年）4月1日 - 南樺太の内地化により、鉄道省（国有鉄道）に編入。
- 1945年（昭和20年）
  - 7月15日 - 豊真線当駅 - 奥鈴谷駅間が開業。同時に同線豊原駅 - 奥鈴谷駅間廃止。接続駅となる。
  - 8月 - ソ連軍が南樺太へ侵攻、占領し、駅も含め全線がソ連軍に接収される。
- 1946年（昭和21年）
  - 2月1日 - 日本の国有鉄道の駅としては書類上廃止。
  - 4月1日 - ソ連国鉄に編入。ロシア語名「ノヴォアレクサンドロフカ」

## 運行状況
- 樺太東線
  - 上りは大泊駅行き5本と、豊原駅行き2本、大泊港駅行きが1本が運行されていた。
  - 下りは落合駅行き4本と、敷香駅行き2本と上敷香駅行きと知取駅行き各1本が運行されていた。

- 川上線
  - 豊原駅まで直通で4往復運行されていた。

- 豊真線
  - 豊原駅まで直通で3往復運行されていた。

現在はチーハヤ（近幌）駅行き1往復と、トマリ（泊居）駅行き1往復が運行されているほか、当駅始発のユジノサハリンスク（豊原）駅行きおよびフリストフォロフカ（豊南）駅行きが平日は8往復、休日は6往復運行されている。また、ノグリキ駅行きの特急は1往復のみ停車する。

## 駅周辺
- 豊北村役場
- 樺太庁農事試験場

## 隣の駅
鉄道省樺太鉄道局
樺太東線
南小沼駅 - 小沼駅 - 富岡駅
川上線
小沼駅 - 本川上駅
豊真線
小沼駅 - 奥鈴谷駅